# ニーチェ先生〜コンビニに、さとり世代の新人が舞い降りた〜
『ニーチェ先生〜コンビニに、さとり世代の新人が舞い降りた〜』（ニーチェせんせい コンビニに さとりせだいのしんじんがまいおりた）は、原作：松駒、作画：ハシモトによる日本の漫画作品。『月刊コミックジーン』に2013年9月号から2019年1月号まで連載。2019年1月29日から「COMIC BRIDGE」（旧・COMIC BRIDGE online）に移籍し連載中。2023年2月時点で累計部数は260万部を突破している。
2016年にドラマ化作品が配信・放送された（後述）。

## 概要
スリーセブン寺院通り店という架空のコンビニエンスストアを舞台に、接客業でありながら自分の感情に正直なアルバイト・仁井智慧（にい ともはる）や彼に心のなかでツッコミを入れ続ける先輩アルバイトの松駒らを中心とする人間模様を描いたコメディ。
登場人物のニーチェ先生は、原作者の松駒が勤めていたコンビニの店員がモデルである。2012年からツイッターで彼のことをつぶやいていたが、本人にばれてしまったため、つぶやきを終了し2013年4月にTogetterにまとめたところ大反響を呼ぶ。これを見たコミックジーンの編集者が漫画化を企画した。ニーチェ先生以外にも登場人物にモデルは存在するが、特定を防ぐためエピソードにはフェイクを交えている。
2015年2月25日、ドラマCD発売。

## あらすじ
就職浪人中の松駒がアルバイトとして勤務するコンビニエンスストア・スリーセブン寺院通り店に仁井智慧が新人アルバイトとして入ってきた。仁井は入店早々、「お客様は神様だろうが!」と因縁をつける客に向かって「神は死んだ」と言い放つ。そして、仁井は接客業でありながら、一切、客に迎合せず、迷惑な客はありとあらゆる手段を駆使して排除していった。仁井の言動に関心を持った松駒は密かに仁井をニーチェ先生と名付け、彼の言動を観察するようになる。
スリーセブン寺院通り店にはニーチェ先生の他にも、金にがめつい先輩アルバイトの渡利久慈や売れそうもない商品を大量発注するオーナーがいて、常識人の松駒は心労が絶えることはなかった。さらに、松駒の幼馴染で仁井のストーカーの塩山楓や出自が怪しい好青年の新人アルバイト・柴田健、虚弱体質のスーパーバイザー・桐生などが現れ、松駒の苦悩はますます深まっていく。

## 登場人物

### 主要人物
「声」はドラマCD版の声優。
松駒（まつこま）
声 - 小野賢章 / 演 - 浦井健治
本作品の主人公。アルバイト。1991年生まれの23歳。身長171cm。就職浪人中で、アルバイトをしながら就職活動を続けている。しかし、典型的なブラック企業に就職したものの会社が倒産したり、正社員にと誘われたパン屋が立ち退きのために閉店したりと、就職運が絶望的になく、結局はコンビニ店員に戻る羽目になり、仁井からは「コンビニ店員が天職なのでは」と言われている。そのストレスから過食症気味で廃棄品の食べ過ぎから肥満に陥りやすい。
登場人物の中では唯一の常識人で常に心のなかで周囲の人間にツッコミをいれているが、本人も他者からツッコミを入れられることも多く、深夜勤のストレスや体調不良から奇行に走ることも多い。
おっさん好きで、どんなに機嫌が悪い時でも、おっさんに励ましの声をかけられると途端に快活になったり、顔を赤らめたりする。
学生時代は馬術部や文芸サークルに所属していたが、本人的には黒歴史。過去に授業で指された際、「繁盛している」を「しげもりしている」と朗読してしまい、「しげもり」というアダ名を付けられたことがある。ジグソーパズル検定一級を持っており、それを履歴書に書いて仁井に怒られたことがある。
馬酔木との会話で自分が小さいころから文章を書くことが好きで、文章力は周囲から認められてきたことを思い出し、ニーチェ先生のことなど、アルバイト先で見聞したことをSNSに投稿した記事をまとめたところ、瞬く間に評判となり、一躍時の人となる。出版社から漫画化の話が持ち込まれ、現在は漫画原作者とコンビニバイトをかけ持っている。なお、就職活動は今も続けているが、あいかわらずうまくいっていない。
仁井智慧（にい ともはる） / ニーチェ先生
声 - 杉田智和 / 演 - 間宮祥太朗
松駒の後輩アルバイト。身長176cm。大学の仏教学部に在籍し、僧侶を目指している。実家はキリスト教徒だが、10年前に教会主催のクリスマスパーティーで突然ステージに駆り出され、謎のダンスを踊らされて以来、まさに反キリスト的だったニーチェその人のようにキリスト教のことが嫌いになり、仏教徒となった仏教マニア。
バンド活動をおこなっているが、仁井が属するバンド「　」（くうはく）のライブはお経を絶叫したり、観客に座禅をさせたりするもので、松駒から布教活動なのではないかと疑われている。
愛読書は『別冊マーガレット』で、原始仏教を学びにインドに短期留学したときも持参した。
基本的に自分の感情に正直であり、気に入らない客には辛辣な言葉をかけたり、帰るように仕向けたりする。ただ、記憶力に優れ、嫌な客対策のために常連客の動向や好みを完全に記憶しているので、客の評判は悪くない。そして、例え不器用でも純粋な好意に対しては進んで受け取ることが出来る度量と困っている人間を助力する優しさを持っている。中学時代から自分が“馬鹿”だと感じた人間に対して辛辣な性格だったようである。そのためか、松駒のことを友人とは思っておらず、常に辛辣な言葉をかけ続けている。
自分の言動が松駒によってSNS投稿のネタにされ、さらにそれが漫画化されると聞いたときは、それを快諾したものの、それ以後、松駒に対する態度はさらに辛辣になった。
霊感が高く、来店する「見えないお客」も認識している。ボーリングの際に一本だけ残ったピンをお経を唱えて念力のような物で倒したことがある。常日頃から塩を撒くなどのお祓いをしており、前述のインド留学中には店内で霊現象も頻発した。
3歳のころからエレクトーンを習わされていたので並列作業もお手の物。複数の外国語も操る（少なくとも英語とイタリア語のトリリンガル。大学ではドイツ語を選択している）。囲碁や茶道も嗜むようで、いきなり客と小銭を碁石に見立てた打ち合いになったことや利き茶も得意。

### スリーセブン寺院通り店
渡利久慈（わたり ひさじ） / 宝くじ先輩
声 - 森久保祥太郎 / 演 - じろう（シソンヌ）
松駒の先輩アルバイト。26歳。貧しい家庭の出身で、現在も食事がままならないほど貧しい生活をしており、金にがめつい。一方、堅実な生活を送ろうという意識は全くない。そのため、廃棄品の豪華な弁当が食えるかどうかが生命線となっている。宝くじで大金をあてることばかり考え、ことあるごとに宝くじを買っているので、松駒から宝くじ先輩と呼ばれている。仁井からは宝くじが当たる確率がいかに低いか指摘されたが、宝くじに金をつぎ込む癖は直っていない。現金を扱う際は、くすねるという欲望と戦うことが多々あるものの非常に正確であり、仁井からも一目置かれている。だが、仁井がお祓い目的で経を読むと映画「エクソシスト」のような過剰反応を起こしており、「金の亡者に取り憑かれているのではないか」と松駒に評されている。
その他の業務に関しても、他のスタッフよりも頭一つ出ていることが示唆されているが、店内に飾るポップ（恵方巻ver.）を作った時や、企業の商品展示会の試食の際に「その方が美味しそうに作れる（説明できる）から」という理由で数日間絶食しているなど、その技術を発揮する方向性が著しくズレている。
黒木に一目惚れし、色々とアピールしているが、うまくあしらわれている。さらに黒木の本性に全く気がついていない。
オーナー
声 - 高戸靖広 / 演 - 佐藤二朗
店長。小太りで童顔な中年男性。売れそうもないものを大量に発注する癖があり、従業員や家族から憎悪の目を向けられている。また、繁忙期に旅行に行くといった空気が読めないところもある。ただ、人間を観察する能力はしっかりしており、基本的に好人物なので、従業員から嫌われてはいない。
第9巻で2号店をオープンする。
柴田健（しばた けん）
演 - 松田凌
単行本2巻より登場した松駒や仁井の後輩アルバイト。大学入学直前にアルバイトを始めた。万引き犯を見つけても「お金を払うのを忘れただけ」と考えるような善意の塊だが、かつて危険なアルバイトをしていたことをほのめかしたり、強面の知人がいたり、風俗業界に詳しかったりするので、実家は反社会的な組織なのではないかと松駒らから思われており、誰も彼の出自を聞くことが出来ない。
黒木珠子（くろき たまこ）
単行本3巻より登場した夕勤の新人アルバイト（研修中）。女子高生。第4巻で18歳になった。可憐な美少女で接客態度も良好だが、ゲームセンターでシューティングゲームに熱中していることがあり、そのことをひた隠しにしている。また、控室でものすごい形相でスプレー缶に穴を開けたり、ゲームセンターのコインを詰めた袋を武器として使用した形跡があるなど、暴力でストレス発散をおこなっていることが示唆されている。人外専門の腐女子。
宇井（うい）
単行本4巻より登場した新人店員。68歳。有名料理店の支配人、有名ホテルの研修担当、デザイン工房で大賞受賞という華麗な経歴を持つ老紳士。経歴にふさわしく、店員としての能力も非常に高い。大柄で筋骨隆々として老人離れした肉体の持ち主であり、5kgの米袋を両肩に6袋ずつ、合計60kgを担いで運ぶ体力を持っている。様々な資格も習得しており、その中にはカポエラといった体術も含まれている。柴田と帝国ホテルに勤務していた時に面識を持っている。
奈良原豊（ならはら ゆたか）
単行本5巻に登場した新人店員。人手不足の上、若い人の応募がない時にオーナーが採用した。勤務態度、同僚に対する姿勢ともに最悪。松駒ら同僚たちから蛇蝎のごとく嫌われており、日ごろは直接的な表現を使わない仁井ですら嫌悪感を露わにしたほど。ある日突然出勤しなくなるが、奈良原と連絡がとれないとわかるやいなや、仁井によって近隣店舗に危険人物として伝達された。その後のスリーセブン寺院通り店求人広告には「条件　奈良原以外」の文字が追加された。6巻で仁井と松駒が自動車免許の合宿に行った際に募集したバイト申込みの履歴書の中に写真があったが、松駒の記憶から抹消されている。
北川（きたがわ）
単行本6巻より登場した新人店員。松駒に因縁をつけてきた客に抗議したことで、店長にその心意気を買われ、店員としてスカウトされる。夜学に通う苦学生だが、基本的な思考がヤンキー。学力に関しては漢字どころかカタカナも怪しいと自認しているが、接客態度は非常に真面目で道案内なども真摯に行う。宇井と並ぶ「腕力担当」。
シャルク
単行本7巻に登場した新人店員。インド人留学生。容姿端麗なうえに日本語も堪能で、女性客の人気が高い。一方で、日本とは大きく異なるインドの常識を持ち出し、客や同僚店員を戸惑わせる。実家は上層カーストで、使用人がたくさんいる。また、掃除を下層カーストの仕事と思っており、決して掃除だけはしない。
梶栄太（かじ えいた）
単行本9巻に登場した2号店店員。元自衛隊員。真面目な性格で、常識人。教師を目指して大学受験するために、自衛隊を辞め、コンビニでバイトを始めた。
今井尚（いまい なお）
単行本9巻より登場した2号店店員。ソシャゲ廃人だが、要領は良く、客あしらいはうまい。

### その他
塩山楓（しおやま かえで）
声 - 堀江由衣 / 演 - 松井玲奈
松駒の幼馴染。職業は看護師。スリーセブンの常連客でもある。酒を飲み過ぎて具合が悪くなったときに仁井に介抱されて以来、仁井に一目惚れし、仁井に猛烈にアタックしている。しかし、仁井からは全く相手にされていない。もともとストーカー気質があり、仁井に対するアピールの仕方もストーカー的である。松駒からは精神を病んでいると思われている。
桐生（きりゅう） / キルケゴール先輩
単行本2巻に登場したスリーセブン本部スーパーバイザー。かつてはスリーセブン寺院通り店で渡利と共にアルバイトとして働いていた（アルバイトとしては渡利の先輩）。徹底的に客重視の接客態度と優れたクレーマー対応が評判となり、本部の正社員に抜擢された。虚弱体質で、彼の徹底的に客に尽くす態度は文字通り「死に至る病」と化してしまう怖れがあり、松駒からキルケゴール先輩と呼ばれており、容姿もセーレン・キルケゴールに酷似している。
妻子あり。娘の萌は祖母と共に来店し、手作りのクッキー（炭状態）を父が迷惑をかけたお詫びにと差し出すが、桐生の生き方を理解は出来ないながらも敬意を感じたのか、顔色一つ変えずに完食した仁井に懐く。
経緯は不明だが、nanaoカード（nanaco）に3万168ポイントが入っていたために会社からの給与ボーナスがポイント支給ではないかと疑惑が生じた。
休日に客として訪れるまで黒木と面識が無かった。
悟浄（ごじょう）
仁井のバンド「　」（くうはく）のメンバーでギターを担当。ひげをたくわえた老人風の外見だが、仁井の大学の同級生。仏具店で働いているときに、店を訪れた仁井の木魚の試奏を聞いて音楽への情熱が燃え上がり、雲海に呼びかけてバンドを結成した。
雲海（うんかい）
仁井のバンド「　」（くうはく）のメンバーでボーカルを務める。恰幅の良い僧侶風の外見だが、仁井の大学の同級生。修行中に悟浄に誘われ、バンド結成に参加。
馬酔木たかし（あせび たかし）
単行本6巻より登場した松駒の友人。松駒の中学校時代の同級生。上司に「1万円を細かくしてきてくれ（両替してきてくれ）」と言われ、1万円札をシュレッダーにかけるような常識知らずだが、ステーキチェーン店に就職しており、松駒は割り切れない思いを抱えている。二次元萌えを卒業し、現在は四次元萌え（女性の高齢者の少女時代を想像して興奮する）を標榜している。読みを知らなければ「大人でもまず読めない名字」なので、「ひらがな」になっている名札を店の客の幼女に名前を読み上げられて興奮するロリコン。
チェーンの店舗再編によってバイトなら解雇で済むところが、正社員ゆえに転勤が続き、会社を辞め、フリーターとなる。その後、様々な職業を経て、現在は廃棄物回収業に従事している。その理由は、「女子大で生涯を送る」という夢をかなえるためで、嬉々として廃棄物回収車で女子大の門をくぐっている。
棚川（たなかわ）
単行本10巻より登場した月刊コミックズーン編集部員。女性。松駒の担当。松駒が原稿の締め切りを破っても声を荒げたりしないが、静かに怒っていることが示唆されている。
仁井恵理沙（にい えりさ）
単行本13巻に登場した（外見だけは第12巻ラストに登場）ニーチェ先生の姉。税理士。コミック発売で莫大な印税が入り、確定申告に悩む松駒の相談に乗る。

## 書誌情報

### 単行本
- 松駒（原作） / ハシモト（作画） 『ニーチェ先生〜コンビニに、さとり世代の新人が舞い降りた〜』 KADOKAWA〈MFコミックス〉、既刊22巻（2025年2月27日現在）
  1. 2014年1月27日発売[12]、ISBN 978-4-04-066237-4
  2. 2014年7月26日発売[13]、ISBN 978-4-04-066821-5
  3. 2015年1月27日発売[14]、ISBN 978-4-04-067255-7
    - 「Tシャツ付き限定版」同日発売[15]、ISBN 978-4-04-066846-8

  4. 2015年8月27日発売[16]、ISBN 978-4-04-067592-3
  5. 2016年2月27日発売[17]、ISBN 978-4-04-068208-2
  6. 2016年8月27日発売[18]、ISBN 978-4-04-068518-2
  7. 2017年7月27日発売[19]、ISBN 978-4-04-069295-1
  8. 2018年1月27日発売[20]、ISBN 978-4-04-069643-0
  9. 2018年7月27日発売[21]、ISBN 978-4-04-069983-7
  10. 2019年1月26日発売[22]、ISBN 978-4-04-065400-3
  11. 2019年8月27日発売[23]、ISBN 978-4-04-065867-4
  12. 2020年2月27日発売[24]、ISBN 978-4-04-064386-1
  13. 2020年8月27日発売[25]、ISBN 978-4-04-064848-4
  14. 2021年2月25日発売[26]、ISBN 978-4-04-680181-4
  15. 2021年8月26日発売[27]、ISBN 978-4-04-680623-9
  16. 2022年2月26日発売[28]、ISBN 978-4-04-681118-9
  17. 2022年8月26日発売[29]、ISBN 978-4-04-681604-7
  18. 2023年2月27日発売[30]、ISBN 978-4-04-682124-9
  19. 2023年8月25日発売[31]、ISBN 978-4-04-682784-5
  20. 2024年2月27日発売[32]、ISBN 978-4-04-683321-1
  21. 2024年8月27日発売[33]、ISBN 978-4-04-683972-5
  22. 2025年2月27日発売[34]、ISBN 978-4-04-684571-9

### バイリンガル版
- 松駒（原作） / ハシモト（作画） / トレントン・ベイカー（翻訳） 『バイリンガル版 ニーチェ先生 1 〜コンビニに、さとり世代の新人が舞い降りた〜』 KADOKAWA、2018年06月22日発売[35]、ISBN 978-4-04-602357-5

### 関連書籍
- 『ドラマ 「ニーチェ先生」 ビジュアルファンブック』2016年1月8日発売[36]、ISBN 978-4-04-067870-2
- 『ニーチェ先生〜コンビニに、さとり世代の新人が舞い降りた〜 スペシャルセレクション』2016年1月22日発売[37]、ISBN 978-4-04-067871-9
- 『ニーチェ先生 傑作選〜お客様は神様ではありません編〜』2022年2月26日発売[38]、ISBN 978-4-04-681192-9

## ドラマCD
2015年2月25日フロンティアワークスより発売。
- 【アニメイト限定版】品番　MFCZ-3032A
- 【初回限定特装版】品番　MFCZ-3032
- 【通常版】品番　MFCZ-3033

## ドラマ
『ニーチェ先生』（ニーチェせんせい）のタイトルで、2016年1月にHuluで配信開始され、読売テレビの制作により、日本テレビ系列（一部のみ）で放送されている。脚本・演出は福田雄一、主演は間宮祥太朗と浦井健治。
作中オーナー役の佐藤二朗のアドリブが激しすぎて出演者が笑いを堪えながら演技する場面もそのまま放送している。また、原作の黒木珠子に相当する立崎萌というオリジナル・キャラクターが登場する。

### キャスト
仁井智慧（ニーチェ先生）
演 - 間宮祥太朗
仏教学部に在籍する大学生。男性キャラの中では最も改変が少ないが、原作に比べ声を荒らげる場面が多々ある。ある一件で、心からの笑顔で接客したこともある。
第4話の中で　間宮自身が出演したドラマのタイトルでもある「弱くても勝ちます」と言う台詞がある。
松駒
演 - 浦井健治
就職浪人。基本的にはツッコミ役だが、暴言同様にいじられることが増えている。かなりのバカに描かれており、NASAを知らなかったため就職しようとした。小柄で童顔な「子供のような女性」が好み。妖怪ウォッチのような可愛いぬいぐるみが好き。性格や立ち位置は原作同様だが、「似合いすぎる」という理由で眼鏡をかけていない。
原作では、話の締めとしてTwitterでのコメントが引用されるが、ドラマ版では使われていない。
塩山楓
演 - 松井玲奈
松駒の幼馴染である看護師。仁井に一目惚れする。立崎が登場した際、仁井に近づけさせないためにあらぬことを吹き込んだ。原作に最も忠実なキャラ。
渡利（宝くじ先輩）
演 - じろう（シソンヌ）
松駒の先輩スタッフ。立崎に一目惚れし、積極的にアプローチしている。原作に比べ見た目が大きく変わっている他、原作に比べ卑屈な面が多い。
柴田健
演 - 松田凌
中盤から働き始める。礼儀正しいが、言葉の端々にとげがある。自称「貧乏」で本人は貧乏な家を助けるためにバイトしていると言い張る。その立ち居振る舞いから、かなりの金持ちであることがそこかしこに見て取れるが、最終回でその正体が判明する。
立崎萌
演 - 内田理央
中盤から働き始める、本編スタッフの紅一点。仁井が教育係になったため、塩山を狂気に走らせている。塩山の吹き込みにより、男性スタッフがお互いに淫らな関係にあると勘違いしている。ホラーは苦手な模様。原作の黒木の代替キャラだが、共通点は少ない。
黒田
演 - 菅裕輔
メインキャラ以外で登場する一般のスタッフ。レジ接客はもちろん、接客業ならではの葛藤も出すなど、登場頻度は少なくない。融通が利かない点がある。
小銭囲碁の客
演 - ムロツヨシ（友情出演）
原作でも登場したが、流れで囲碁を行った原作とは違い、囲碁をすること前提で小銭を出している。
闇雲商事の社長
演 - 長谷川忍（シソンヌ、友情出演）
中盤で松駒が就職した企業の社長。有名なブラック企業で、松駒が働き始めて2ヶ月で廃業した。
店長
演 - 佐藤二朗
松駒たちが働く店舗の店長。売上のテコ入れとして、ゲテモノ商品をよく入荷するが、実際に食して悶絶することも多い。ドラマ版で沖縄県出身の当たりの強い不細工な嫁が登場している。
最も改変が強く、見た目はもちろん、穏健な本編と違い非常に快活な性格。

### スタッフ
- 原作 - 「ニーチェ先生〜コンビニに、さとり世代の新人が舞い降りた〜」
- 音楽 - 瀬川英史
- 撮影 - 工藤哲也、鈴木靖之
- 美術 - 尾関龍生
- スタイリスト - 神波憲人
- 音響効果 - 荒川望
- 助監督 - 井手上拓哉
- 制作担当 - 白井麻理
- 音楽ディレクター - 岩﨑充穂（ミラクル・パス）
- 音楽制作助手 - 吉村洋平、佐々木侑弥（ミラクル・パス）
- アーティストマネージメント - 小森基史（ミラクル・パス）
- 音楽制作 - ミラクル・パス
- 制作デスク - 松本貴子
- アシスタントプロデューサー - 中村有希、今嶋紗英
- 原作協力 - 瀬川昇、川部まゆみ（KADOKAWA）
- 宣伝 - 小林杏奈・折原加奈（読売テレビ）、妹尾奈津美（Hulu）
- プロデューサー - 吉川真理・亀田年保（読売テレビ）、松崎聡男・戸石紀子（Hulu）、清水真由美（メディアミックスジャパン）、岡本圭三・藤田明・木之内安代・坂野かおり（KADOKAWA)
- エグゼクティブプロデューサー - 薮下雅也（読売テレビ）、長澤一史（Hulu）、中西研二（メディアミックスジャパン）、堀内大示（KADOKAWA）
- 脚本・監督 - 福田雄一
- 主題歌 - Shout it Out「ハナウタ」[41]
- 制作プロダクション - メディアミックス・ジャパン
- 製作 - 2016「ニーチェ先生」製作委員会（読売テレビ、Hulu、メディアミックス・ジャパン、KADOKAWA）

### ネット局
| 放送対象地域 | 放送局                  | 系列           | 放映期間                | 放送日時 | 備考1      | 備考2                                                        |
| ------------ | ----------------------- | -------------- | ----------------------- | --- | ---------- | ------------------------------------------------------------ |
| 近畿広域圏   | 読売テレビ（ytv）       | 日本テレビ系列 | 2016年1月21日 - 3月23日 | 木曜 1:29 - 1:59（水曜深夜） | 同時ネット | 製作委員会参加                                               |
| 宮城県       | ミヤギテレビ（MMT）     | 日本テレビ系列 | 2016年1月21日 - 3月23日 | 木曜 1:29 - 1:59（水曜深夜） | 同時ネット |                                                              |
| 長野県       | テレビ信州（TSB）       | 日本テレビ系列 | 2016年1月21日 - 3月23日 | 木曜 1:29 - 1:59（水曜深夜） | 同時ネット |                                                              |
| 広島県       | 広島テレビ（HTV）       | 日本テレビ系列 | 2016年1月21日 - 3月23日 | 木曜 1:29 - 1:59（水曜深夜） | 同時ネット |                                                              |
| 徳島県       | 四国放送（JRT）         | 日本テレビ系列 | 2016年1月21日 - 3月23日 | 木曜 1:29 - 1:59（水曜深夜） | 同時ネット |                                                              |
| 北海道       | 札幌テレビ（STV）       | 日本テレビ系列 | 2016年1月21日 - 3月23日 | 木曜 1:34 - 2:04（水曜深夜） | 5分遅れ    |                                                              |
| 静岡県       | 静岡第一テレビ（SDT）   | 日本テレビ系列 | 2016年1月21日 - 3月23日 | 木曜 1:34 - 2:04（水曜深夜） | 5分遅れ    |                                                              |
| 鹿児島県     | 鹿児島読売テレビ（KYT） | 日本テレビ系列 | 2016年1月23日 - 3月26日 | 土曜 1:57 - 2:27（金曜深夜） | 遅れネット |                                                              |
| 関東広域圏   | 日本テレビ（NTV）       | 日本テレビ系列 | 2016年1月24日 - 3月27日 | 日曜 2:55 - 3:25（土曜深夜） | 遅れネット |                                                              |
| 愛媛県       | 南海放送（RNB）         | 日本テレビ系列 | 2016年1月24日 - 3月27日 | 日曜 3:05 - 3:35（土曜深夜） | 遅れネット |                                                              |
| 中京広域圏   | 中京テレビ（CTV）       | 日本テレビ系列 | 2016年1月25日 - 3月28日 | 月曜 1:25 - 1:55（日曜深夜） | 遅れネット |                                                              |
| 長崎県       | 長崎国際テレビ（NIB）   | 日本テレビ系列 | 2016年1月28日 - 4月1日  | 木曜 1:29 - 1:59（水曜深夜） | 遅れネット |                                                              |
| 福岡県       | 福岡放送（FBS）         | 日本テレビ系列 | 2016年1月28日 - 4月7日  | 1月28日（木） 1:59 - 2:29（27日〈水〉深夜） 2月1日（月） 2:00 - 2:30（1月31日〈日〉深夜） 2月14日（日） 1:00 - 1:30（13日〈土〉深夜）） 2月14日（日） 1:30 - 2:00（13日〈土〉深夜） 2月29日（月） 2:00 - 2:30（28日〈日〉深夜） 3月6日（日） 2:05 - 2:35（5日〈土〉深夜） 3月11日（金） 1:59 - 2:29（10日〈木〉深夜） 3月25日（金） 2:15 - 2:45（24日〈木〉深夜） 4月1日（金） 2:15 - 2:45（3月31日〈木〉深夜） 4月7日（木） 1:59 - 2:29（6日〈水〉深夜） | 遅れネット | 第1話 第2話 第3話 第4話 第5話 第6話 第7話 第8話 第9話 最終話 |
| 福島県       | 福島中央テレビ（FCT）   | 日本テレビ系列 | 2016年3月17日 - 5月19日 | 木曜 1:29 - 1:59（水曜深夜） | 遅れネット |                                                              |
| 山梨県       | 山梨放送（YBS）         | 日本テレビ系列 | 2016年4月14日 - 6月16日 | 木曜 0:54 - 1:25（水曜深夜） | 遅れネット |                                                              |

インターネット配信
| 配信サイト | 配信期間        | 配信日時 | 備考           |
| ---------- | --------------- | -------- | -------------- |
| Hulu       | 2016年1月14日 - | 木曜更新 | 製作委員会参加 |